# مالكيبولاريناري
مالكيبولاريناري (بالبلغارية: Малки Българени)‏ قرية تقع إدارياً ضمن مقاطعة غابروفو في بلغاريا. ويبلغ عدد سكانها 1 نسمة حسب تعداد 15 مارس 2015. تعتمد مالكيبولاريناري للبريد على الرمز البريدي 5370.